# ロサンゼルス・クリッパーズ

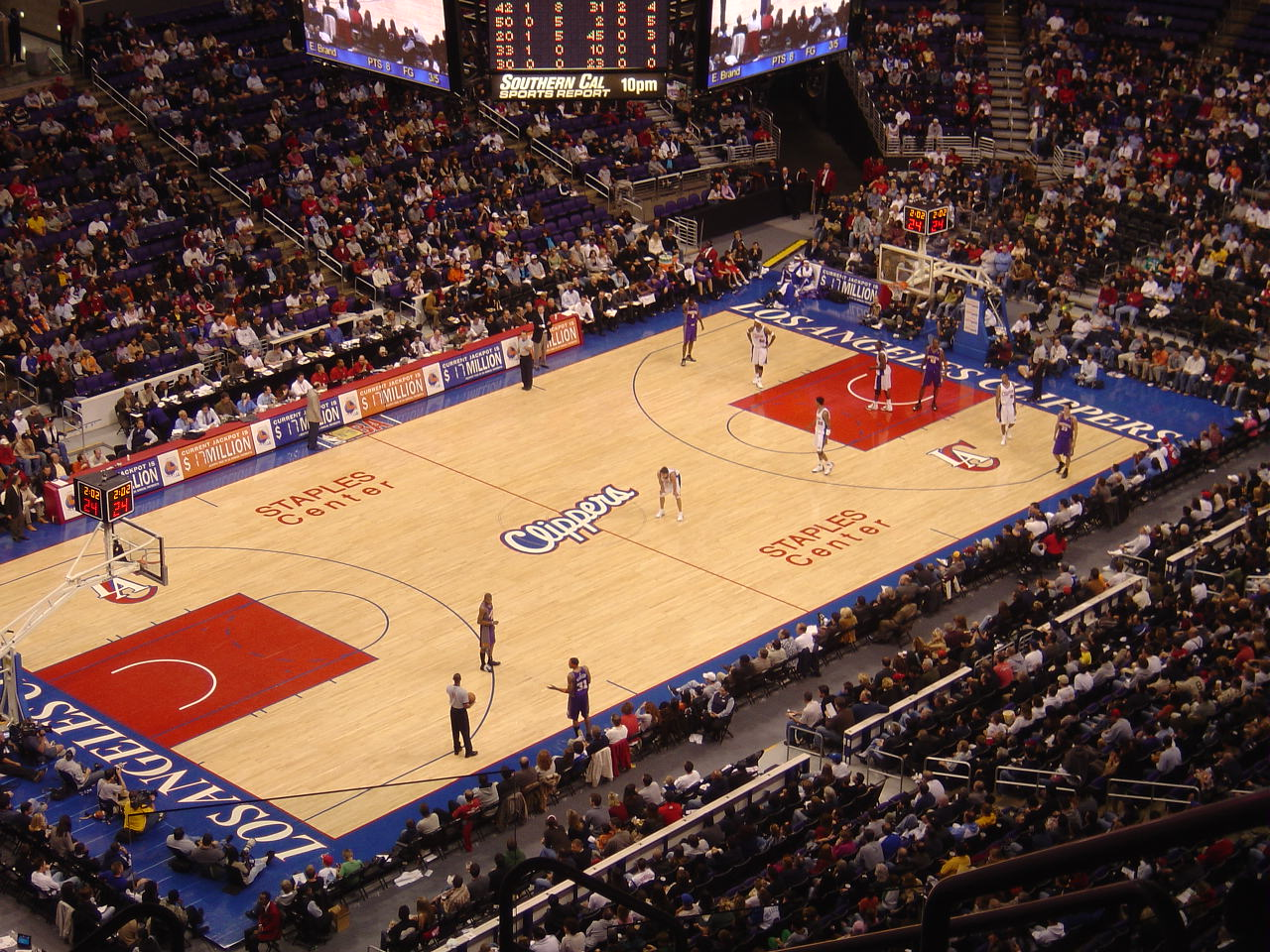
ステイプルズセンターのクリッパーズホームコート

ロサンゼルス・クリッパーズ（Los Angeles Clippers）は、アメリカ合衆国カリフォルニア州ロサンゼルスに本拠を置く全米プロバスケットボール協会（NBA）のチーム。ウェスタン・カンファレンス、パシフィック・ディビジョンに所属。チーム名のクリッパーとは高速帆船のこと。元はサンディエゴにあったため、同市では帆船が活躍していたことにちなんでいる。

## 歴史
- 1970年、バッファロー・ブレーブスとして創設された。同時にリーグに加盟したチームにはポートランド・トレイルブレイザーズ、クリーブランド・キャバリアーズがある。

### バッファロー・ブレーブス(1970-78)
- バッファローには8年留まり、その間同じアリーナをNHLバッファロー・セイバーズと同時に使用した。チームの初代ヘッドコーチは殿堂入りしているドルフ・シェイズで、拡張ドラフトで獲得したボブ・カウフマンとドン・メイがスター選手であった。この年は22勝60敗に終わったが、同じ新加入のキャブスの15勝67敗と比べると7勝多かった。前年シカゴ・ブルズに在籍1試合平均4.3得点だったカウフマンは20.4得点をあげオールスターにも選ばれた。
- チームは低迷したが1973年にボブ・マカドゥーをノースカロライナ大学からドラフトで取ると、その年プレイオフに進出し、ボストン・セルティックスと第6戦まで戦い2勝4敗で敗れた。
- 1974-75シーズン、マカドゥーは1試合平均34.5得点、14.1リバウンド、2.12ブロック、51.2%FG成功率、80.5%フリースロー成功率を記録し、シーズンMVPに選ばれた。1974-75、1975-76シーズンは共にプレイオフに進出した。1976-77シーズン途中にマカドゥーがニューヨーク・ニックスにトレードされるとチームは低迷した。このシーズンから1992年までの15年間プレイオフ不出場が続く。
- 1977-78シーズン終了後チームはカリフォルニア州サンディエゴに移転してサンディエゴ・クリッパーズとなった。

### サンディエゴ・クリッパーズ(1978-84)
- サンディエゴに移転して最初の年は43-39と勝ち越したが、プレイオフ最後のいすに2勝少なくて涙をのんだ。そしてこの後クリッパーズは13年間勝ち越すことなく過ごす。この年、World B. Free がサンアントニオ・スパーズのジョージ・ガービンに次いで、1試合平均28.8得点を記録した。1979-80シーズンにはサンディエゴ出身の名センター、ポートランド・トレイルブレイザーズでNBAチャンピオンになっていたビル・ウォルトンを獲得するが、チーム成績は上がらなかった。ウォルトンはポートランドで過ごした最後のシーズンを足の怪我で棒にふるっていたが、サンディエゴに加入して2シーズン目にも、シーズンを欠場し、ゴールデンステート・ウォリアーズのガードのフィル・スミスとトレードされた。

### ロサンゼルス・クリッパーズ(1984- )

#### 1980年代から1990年代
- クリッパーズは1984年にロサンゼルスに移転して、ロサンゼルス・クリッパーズとなった。最初の年は31勝51敗に終わる。
- その後7年の間、クリッパーズはどん底にあり、1986-87シーズンを12勝70敗（歴代最も成績の悪かったチーム、1972-73シーズンのフィラデルフィア・セブンティシクサーズの9勝73敗を辛くも更新せずに済んだ。）で終わった。その年、殿堂入りしていたエルジン・ベイラーを球団副社長として招いた。ベイラーは、1989-90年にクリッパーズでプレイすることを拒否したダニー・フェリーをクリーブランド・キャバリアーズのロン・ハーパー、レジー・ウィリアムズ（英語版）とトレードした。このトレードは1987年のケン・ノーマン、1988年のダニー・マニング、1990年のロイ・ボウトなどドラフトで獲得した選手とともに、1991-92、1992-93シーズンにプレイオフ進出するための原動力となった。

- 1991-92シーズンの途中でクリッパーズはヘッドコーチを交代させたが、これは非常にうまくいった。サンアントニオ・スパーズを解雇されたばかりのラリー・ブラウンである。ヘッドコーチ交代前22勝25敗だったチームはブラウンに交代した後、23勝12敗を記録、45勝37敗で13年ぶりに勝ち越した。クリッパーズはバッファロー時代以来16年ぶりにプレイオフに進出したが、ユタ・ジャズに2-3で敗れた。1992年4月にロサンゼルスで起きた暴動のためプレイオフの第4戦はアナハイムで行われたが、その試合クリッパーズは勝った。
- 1992-93シーズンは41勝41敗で終了し、再びプレイオフに出場し、ヒューストン・ロケッツに2勝3敗で敗れた。

- ラリー・ブラウンはインディアナ・ペイサーズのヘッドコーチになるため去るとボブ・ワイスがヘッドコーチとなった。
- 1993-94シーズンはロサンゼルスのNBAにとって最悪の年で、クリッパーズとレイカーズを合計して、60勝104敗と大きく負け越した。その後数年、クリッパーズは選手、ヘッドコーチをしばしば交代したが、1997年プレイオフに進出した。36-46と負け越していたが、プレイオフに進出したクリッパーズはウエスタンカンファレンス首位のユタ・ジャズと対戦,3連敗でシーズンを終えた。
- 1994年から99年にかけて、クリッパーズはNHLのマイティーダックス・オブ・アナハイムと同じアリーナを本拠地としたが、1999年からレイカーズと同じステイプルズ・センターに移った。
- 1999年ラマー・オドムをドラフトで獲得するが、15勝67敗でシーズンを終える。若い選手たちのサポートのために、元オールスターでロサンゼルス出身のデニス・ジョンソン(シアトルとボストンで3回NBAチャンピオンになっている）を採用する。チームはまた殿堂入りしている偉大な元レイカーズのカリーム・アブドゥル＝ジャバーをアシスタントコーチとした。デニス・ジョンソンは2002-03シーズン途中までアシスタントコーチだったが、ヘッドコーチに昇格した。アブドゥル＝ジャバーは1年間だけコーチを続けた。

#### 2000年代
- 2000-01シーズンには大きな変化がもたらされ、控えフォワードのデレク・ストロングと何人かの選手と引き換えにコーリー・マゲッティをオーランド・マジックより手に入れる。そして、ドラフトでダリアス・マイルズ、クエンティン・リチャードソンを手に入れチームの人気は上昇、31-51で終わり、ベンチスタートの選手の1試合平均得点37点はNBAトップとなった。

##### エルトン・ブランドを中心とした時代
- 翌シーズンさらにチームを改善するためにドラフト当日、ロサンゼルス出身のタイソン・チャンドラーをシカゴ・ブルズのパワーフォワード、エルトン・ブランドとトレードした。それまでの2シーズン、ブランドは1試合平均20得点、10リバウンドをあげていた。ブランドは2002年のオールスターゲームで負傷欠場したシャキール・オニールの代わりに出場した。この年クリッパーズは最後の13試合でわずか3勝しかできずに39勝43敗で終わりプレイオフ進出を逃した。
- 2002年のシーズンオフには、マイルズと、クリーブランド・キャバリアーズで2001-02シーズン1試合あたり11アシストでアシスト王となったポイントガードのアンドレ・ミラーがトレードされた。これによって、ミラー、オドム、ブランド、オロワカンディ、ベンチプレイヤーも充実したクリッパーズはプレイオフに向けて順調に進むものと見られたが、チームケミストリーの欠如と負傷者続出(延べ293試合）で非常にがっかりさせられる27勝55敗でシーズンを終えた。シーズン途中にヘッドコーチはデニス・ジョンソンに交代した。
- 2003-04のシーズンを前にクリッパーズは、ミラー、オドム、オロワカンディ、パイカウスキーといったチームの核となる選手をフリーエージェントで失った。一方ドラフトではクリス・ケイマンを指名し、ブランドとマゲッティと長期契約を結ぶことに成功した。彼らはリチャードソンと共に1試合平均58得点のNBA有数のトリオとなった。新しいヘッドコーチ、マイク・ダンリービーを迎えたクリッパーズは経験のなさと負傷によって28勝54敗でシーズンを終えた。
- 2004-05年シーズンはクリッパーズとレイカーズとの立場が入れ替わりとなった。シャキール・オニールをマイアミ・ヒートにトレード、殿堂入りが期待されるヘッドコーチ、フィル・ジャクソン、カール・マローン、ゲイリー・ペイトンを失ったレイカーズは34勝48敗、一方クリッパーズは37勝45敗であった。レイカーズと同様、クリッパーズもプレイオフ進出を逃したが、1993年以来、レイカーズの成績を上回った。この年ボビー・シモンズが1試合あたり16得点、6リバウンド、3アシストを記録し、MIP（最も改善されたプレイヤーに贈られる賞）を受賞したが、彼は2005年7月、故郷のシカゴに近いミルウォーキー・バックスと5年契約4700万ドルを結び去った。シモンズの穴を埋めるためにクリッパーズはロケッツ、マジック、キングスでプレイしたカッティノ・モブリーと契約した。モブリーと契約したことでパイカウスキーを失って以来、チームに不足していた長距離シュートを武器とすることができ、ディフェンスの強い選手を手に入れることができた。モブリーは、70年代のビル・ウォルトン以来ひさびさのフリーエージェントで加入した選手となった。8月12日にはさらに大きな出来事があり、ミネソタ・ティンバーウルブズと2人の選手を放出する代わりにサム・キャセールとミネソタがプレイオフに進出した場合の翌年ドラフト1位指名権を手に入れた。
- 2005-06年は大きな飛躍の年となった。強豪チームに対しての勝利は多くのファンの注目を浴び、エルトン・ブランドはオールスターゲームに選ばれた。そして大きく改善されたチームのことは、多くのスポーツ雑誌に載った。クリッパーズはここ14シーズンで最高の成績をおさめ、1997年以来のプレイオフに進出した。
- 47勝35敗で終わりバッファローを去って以来最高の成績をおさめたクリッパーズはウエスト6位でデンバー・ナゲッツと対戦することを期待された。4月12日クリッパーズは、ウエスト5位でダラス・マーベリックスとの対戦が見込まれたが、続く7試合のうち、5試合に敗れてメンフィス・グリズリーズがウエスト5位となった。4月22日、クリッパーズは13年ぶりにプレイオフのゲームで勝利した。2日後第2戦も勝利してチーム創設以来初めて2-0とリードした。第3戦を失ったが、第4戦、第5戦を勝ちバッファローから移転して以来初めてプレイオフ1回戦を突破した。続くウエスタンカンファレンス準決勝でフェニックス・サンズと対戦、第1戦を落としたものの敵地の第2戦で122-97と劇的な勝利をおさめた。第3戦は、サンズのショーン・マリオンが32得点19リバウンドをあげる活躍で94-91でサンズが勝利した。第4戦、エルトン・ブランドが30得点、9リバウンド、8アシストと活躍し、114-107で勝利する。第5戦のオーバータイム残り1.1秒でサンズのラジャ・ベルが同点の3ポイントシュートを放ち、ダブルオーバータイムに突入、125-118でサンズが勝利した。第6戦はクリッパーズのディフェンスのスペシャリスト、2年目のクイントン・ロスが自己ベストの18得点をあげる活躍で118-106で勝利した。この試合ブランドも30得点、12リバウンド、3アシスト、5ブロック、マゲッティはベンチスタートでFG8本中7本、フリースロー9本全て成功で25得点、クリス・ケイマンとサム・キャセールは15得点をあげた。第7戦は127-107でサンズが勝利して、この年のクリッパーズの快進撃は終わった。
- この年のプレイオフ1回戦はサンズ対レイカーズであり、レイカーズが勝ち上がっていた場合、同じアリーナをホームコートとする両チームの対戦という珍しいケースになるところだった。
- 翌2006-07シーズンはプレーオフ進出ならず、さらに翌2007-08シーズンはエルトン・ブランドがシーズンをほぼ全欠し、チームは地区最下位となった。

##### ゴードンとグリフィンを中心とした時代
- 2008年のNBAドラフトでエリック・ゴードンを指名し、FAでバロン・デイビスを獲得した。しかし、チームの大黒柱だったブランドとマゲッティがチームを離れてしまい、チーム力低下を防ぐためにマーカス・キャンビー、ジェイソン・ウィリアムス等を獲得した。また、2008-09シーズン中にもトレードでニックスからザック・ランドルフを獲得したが、ウィリアムスの突然の引退発表や主力の怪我が相次いでチームの成績は前年よりも下がる結果となった。シーズン後、その年のNBAドラフト全体1位指名権を獲得した。
- 2009年のNBAドラフトでブレイク・グリフィンを全体1位指名をした。しかし、プレシーズンマッチでグリフィンは膝を故障してしまい、シーズンを全休する事となった。迎えた2009-10シーズン、グリフィンを欠いたがチーム成績は前年度よりも向上し、ケイマンがその年のオールスターに選出されるほどの選手に成長した。

#### 2010年代
- 2010-11シーズンは、グリフィンの事実上のルーキーイヤーとなり、新人の使い方が巧みなことで定評のあるヴィニー・デル・ネグロヘッドコーチの元、グリフィンは優れた成績を残し、新人王を獲得したが、ルーキー中心で、チームとしての層が薄く、32勝50敗という成績に終わった。

##### ポールとグリフィンを中心としたロブ・シティの形成
- 2011-12シーズンは年末にエリック・ゴードンがトレードで去ったが、代わりにクリス・ポールが加入した。またNBAファイナルMVPに輝いた経験のあるチャウンシー・ビラップスも獲得し、レギュラーシーズンの勝率は6割を超え、6年ぶりのプレーオフ進出を果たし1stラウンドをも突破したが、カンファレンスセミファイナルでは、ポール、グリフィンが万全のコンディションで出場することはできず、サンアントニオ・スパーズにスイープで敗れている。
- 2012-13シーズンは、ポール、グリフィンコンビの完成度も高まり、加えてジャマール・クロフォードという優れたシックスマンや経験豊富なマット・バーンズらが加わり、56勝26敗でパシフィック・ディビジョンを制し、第4シードでプレーオフ1stラウンドを迎えたが、前年も対戦し勝利しているメンフィス・グリズリーズに2勝4敗で敗れた。

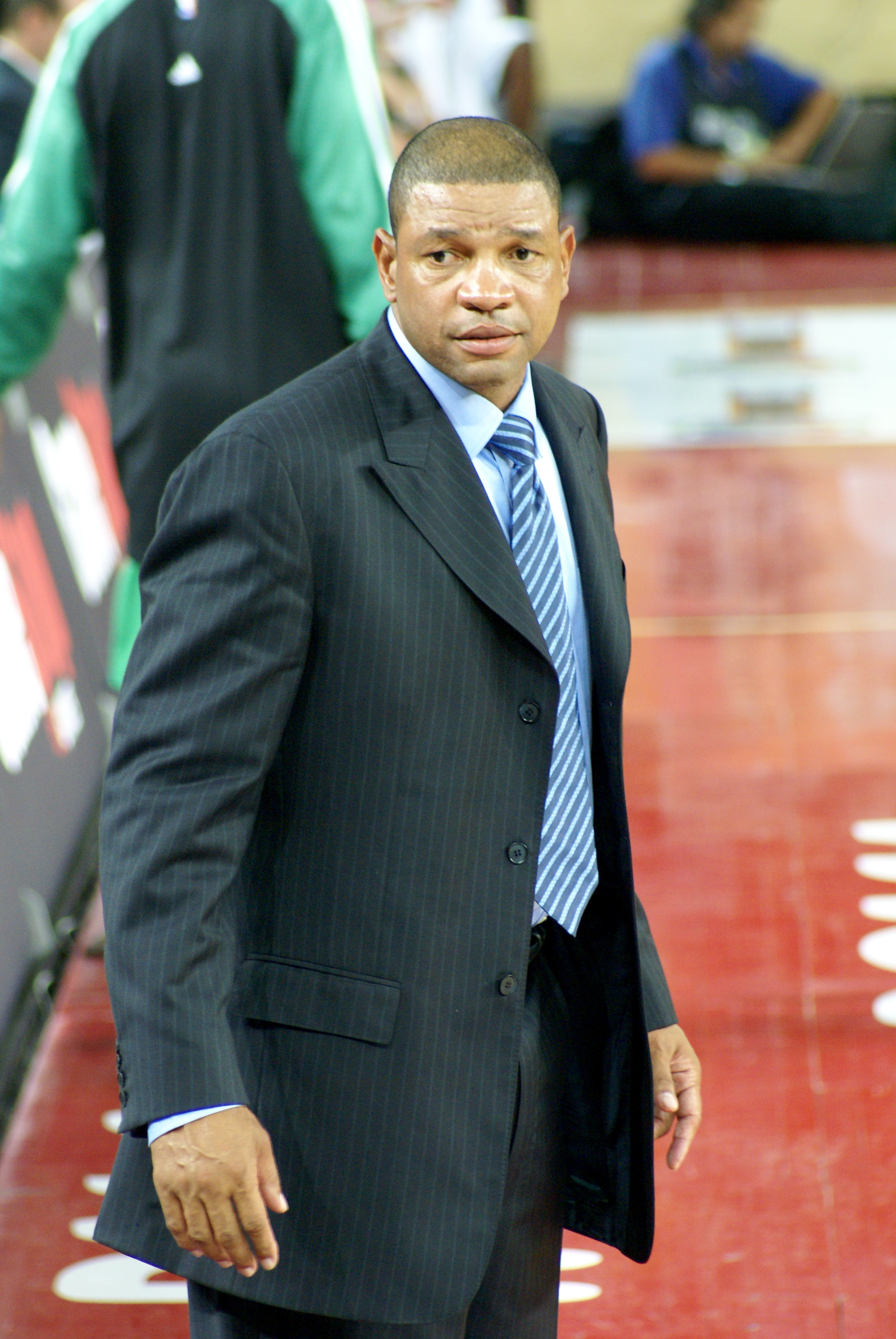
ドック・リバースHC

- 2013-14シーズンは、球団社長兼ヘッドコーチにドック・リバースを招き、ホーネッツ時代、ポールの控えを経験しているダレン・コリソンや、リーグ屈指のシューターであるJ・J・レディックを獲得した。クリス・ポールが20試合の故障離脱をしたものの、ブレイク・グリフィンを中心に歯車が噛み合い昨年より戦績を伸ばしフランチャイズ史上最高勝率の57勝25敗を記録しカンファレンス3位でプレーオフに入った。グリフィンはこの活躍が評価されMVP投票でケビン・デュラント、レブロン・ジェームズに次ぎ3位に輝いた。第1回戦では粘るゴールデンステート・ウォリアーズを第7戦で振り切り、プレーオフ初対戦となるオクラホマシティ・サンダーとのカンファレンスセミファイナルへと進んだ。この期間にオーナーのドナルド・スターリングが人種差別に関わる不適切発言をしていたことがスクープされ、NBAコミッショナーのアダム・シルバーから250万ドルと高額の罰金と、永久追放が発表された[5]。セミファイナルでは第5戦逆転負けの後、リバースヘッドコーチが審判を非難する発言をし、リーグより25000ドルの制裁金を課された。第6戦を落とし敗退した。
- 前オーナーの永久追放処分に伴いチームの売却交渉が行われた結果、2014年8月12日、元マイクロソフトCEOのスティーブ・バルマーがNBA史上最高額となる約20億ドルでチームを買収しオーナーとなることが正式決定した[6]。バルマーはマイクロソフトの取締役を退任しチームオーナー職に専念する方針を明らかにしている[7]。
- 新オーナーを迎えた2014-15シーズンは、前年より選手層が薄くなったものの終始安定した戦いで、56勝26敗の成績でカンファレンス3位で4年連続でプレーオフ出場。2015年1月には、ドック・リバースヘッドコーチの息子オースティン・リバースを獲得したことでも話題を呼んだ。プレーオフ第1回戦は、前シーズンNBAチャンピオンでもあるサンアントニオ・スパーズとの対戦となった。第7戦まで縺れる大接戦となった戦いは、トリプル・ダブルを記録したグリフィンとハムストリングを痛めながらも試合時間残り1秒で決勝点を沈めたポールの活躍でスパーズを退け、セミファイナルに進出。続くヒューストン・ロケッツとの戦いは、3勝1敗と先勝したものの、その後3連敗を喫し3勝4敗で敗退した。
- 2015-16シーズンは、ペイサーズ在籍時にスタメンとしてカンファレンスファイナル出場経験のあるランス・スティーブンソンや昨プレーオフで敗れたロケッツからジョシュ・スミスを獲得しさらなる飛躍を図ったが、チームにフィットせずシーズン中にあっさりと放出。またグリフィンが脚の故障で長期離脱中、友人である球団関係者と訪れたレストランで口論になった際に暴行を働き、脚の故障から復帰後4試合の出場停止処分を受け47試合を欠場するなど、不安定なシーズンとなり期待を裏切る53勝29敗で終了。ポートランド・トレイルブレイザーズとの対戦となったプレーオフ1stラウンドでも、先の脚の故障が再発したグリフィンに加えポールも相手のユニフォームに指が引っかかり骨折する不運が降りかかるなど踏んだり蹴ったりの展開になり、2勝4敗で敗退した。

- 2017-18シーズン開幕前にポール、シーズン中には2009年のドラフト1位指名以来、約9年に渡ってチームを支えてきたグリフィンがトレードで放出されLob City解体のシーズンとなった2017-18シーズンは2018年4月7日、2011年以来7年振りにプレーオフ進出を逃した[8]。
- 2018年のNBAドラフトでは、チームは全体で12番目と13番目の指名権を獲得し、それぞれマイルズ・ブリッジズとジェローム・ロビンソン（英語版）を指名した。その後、ドラフトの夜にブリッジズと2回目の2巡目の指名権をシャーロットと交換し、シェイ・ギルジャス＝アレクサンダーを獲得した。オースティン・リバースはワシントン・ウィザーズのマルチン・ゴルタットと引き換えに放出され、2008年からチームに所属していたデアンドレ・ジョーダンは、契約を解除しフリーエージェントになった。
- 2018-19シーズンは、グリフィンとジョーダンを失ったにもかかわらず、クリッパーズはプレーオフ出場権を獲得し、レギュラーシーズンを48勝34敗で終えた。プレーオフでは、一回戦で過去3年で2度のNBAチャンピオンであるゴールデンステート・ウォリアーズに、6戦目で負けた。彼らは2016年のプレーオフ以来、敵地で2回ウォリアーズを破った最初のチームだった。また、NBAプレーオフ史上最大の31点差からの逆転勝利を記録した。
- 2019年のNBAファイナルで、カワイ・レナードがトロント・ラプターズを最初のNBAチャンピオンシップに導き、ファイナルMVPを獲得した。その後、彼はラプターズとの最終年の契約を解除し、2019年のオフシーズン中にトップフリーエージェントの一人になった。レナードは、チームがオクラホマシティ・サンダーのポール・ジョージを獲得することを条件に、クリッパーズと署名することを選択した。ジョージのために、クリッパーズはシェイ、ダニーロ・ガリナリ、4つの保護されていない1巡目の指名権、保護された1巡目の指名権、2つのピック・スワップを交換した。
- レナードとジョージのスーパーデュオを結成して臨んだ2019-20シーズンは、2人に適度な休養を与えながら好成績を残し、シーズン中にマーカス・モリス、レジー・ジャクソン、ジョアキム・ノアなど実績のあるベテラン達を獲得しプレーオフに備えた。レギュラーシーズンを49勝23敗のカンファレンス2位で終え、優勝候補の一角としてプレーオフに臨んだ。1回戦でカンファレンス7位のダラス・マーベリックスと対戦。相手の若きエースルカ・ドンチッチに逆転ブザービーターを浴びるなど苦戦したが、4勝2敗で勝利。準決勝では1回戦で1勝3敗から大逆転で勝ち上がってきたカンファレンス3位のデンバー・ナゲッツと対戦。レナードやジョージの活躍で3勝1敗と王手をかけるが、ナゲッツが底力を発揮して2連勝し、第7戦までもつれこむ。第7戦ではレナードとジョージが不調に陥り、2人合わせて24点しか奪えず。逆に相手エースのジャマール・マレーに40得点を許し、89-104で敗戦。ロブシティ時代に続き、またしても準決勝で敗れてしまった。この結果を受け、リバースHCが退任した。
- そして逆転負けでシーズンを終えたオフでジョージと4年1億9,000万ドルで契約しその他格安でニコラス・バトゥームやレジー・ジャクソンと契約した。ジョージとの高額契約はジョージがプレーオフで絶不調に陥った後だったので大きな批判を呼んだ。辞任したドックリバースの後任として新たにティロン・ルーがHCに就任した。

#### 2020年代
- 2020-21シーズンは、安定した勝率でウェスタンカンファレンス4位でプレーオフに行くと1回戦は再びマーベリックスとなり、最初の2戦を落とすもに第7戦にもつれ込んだ末に勝利した。2回戦はユタ・ジャズと対戦となり2-2のイーブンになった時点でレナードが怪我で無期限離脱を余儀なくされた。だがそこでエースを担ったジョージを中心にジャズに第6戦で勝利し、フランチャイズ初のカンファレンスファイナル進出となった。カンファレンスファイナルの相手は、かつてのエースクリス・ポール擁するフェニックス・サンズとなり、最初の2戦を落とすも接戦を演じるが、最終的にレナードの離脱が響き、第6戦で敗れた。
- 2021-22シーズン開幕前には、プレーオフで大活躍したジャクソンとエースのレナードと再契約に成功し、新たにジャスティス・ウィンズローと契約した。このシーズン、クリッパーズはプレーインに出場したが、ミネソタ・ティンバーウルブズとニューオーリンズ・ペリカンズに敗れたために、プレーオフは進出できなかった。
- 2022-23シーズン中に、FAを通してかつてシーズンMVPを獲得したラッセル・ウェストブルック、オールスター経験のあるジョン・ウォールを獲得した（後にウォールは、エリック・ゴードンとのトレードでヒューストン・ロケッツへ放出され、その後に解雇された）。このシーズン、クリッパーズはプレーオフに進出したが、レナードとジョージが負傷したために戦力が低下し、プレーオフ第1回戦で敗れた。
- 2023-24シーズン開幕前に、フィラデルフィア・76ersからトレードでP・J・タッカー、フィリップ・ペトルシェフ（英語版）、さらにはかつてシーズンMVPを獲得したジェームズ・ハーデンを獲得。スターターをウェストブルックからテレンス・マンに変更した途端に、チームは安定した勝率でウェスタンカンファレンス4位でプレーオフに進出したが、第1回戦でドンチッチ擁するダラス・マーベリックスに敗れた。

#### ホームアリーナ移転

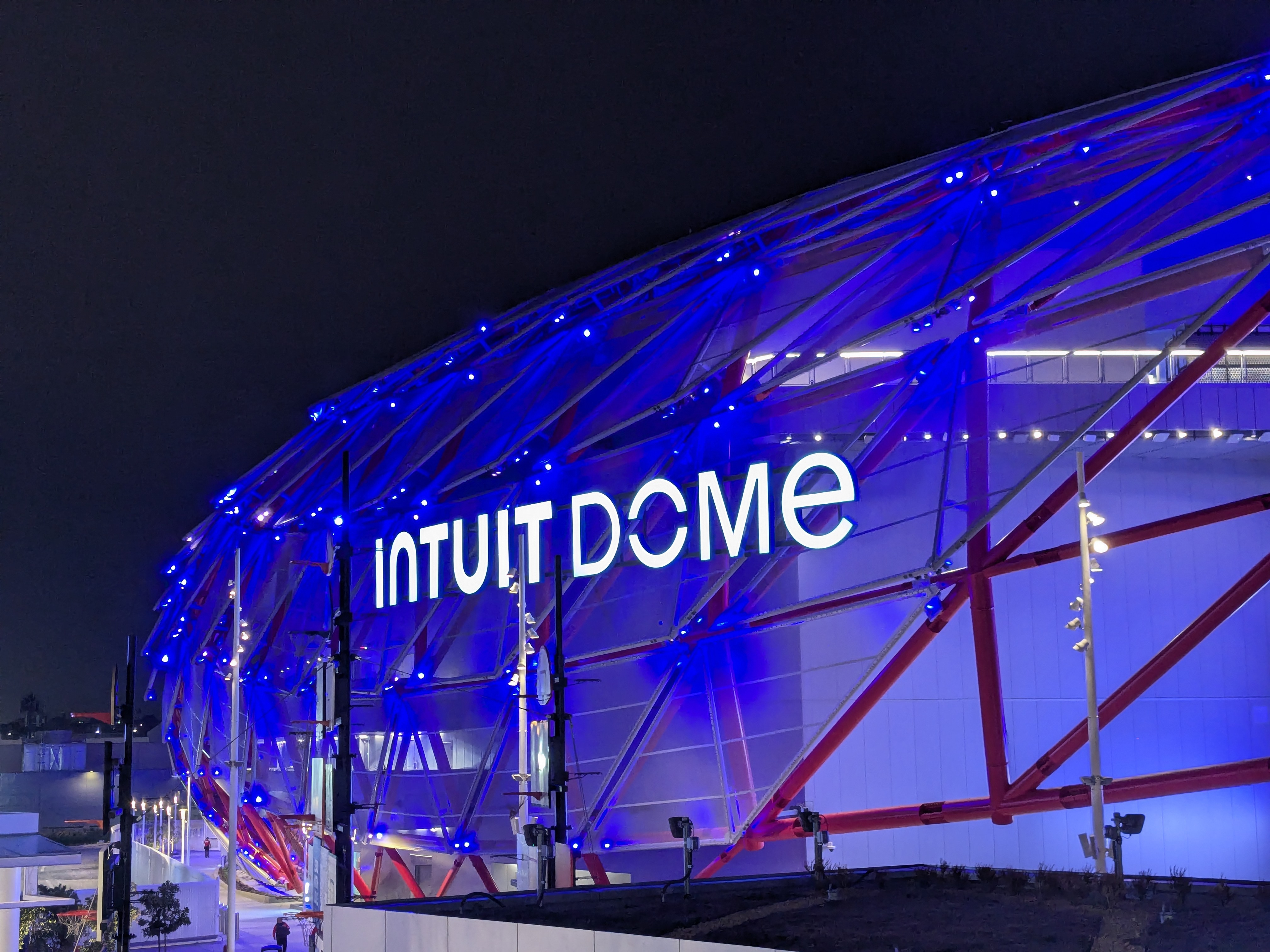
2024年からクリッパーズの本拠地となったインテュイット・ドーム

- 2024−25シーズンから新しい本拠地であるインテュイット・ドームへ移転した。シーズン開幕前にトレードでウェストブルック、ジョージを放出し[9][10]、ハーデンと再契約した[11]。

## シーズンごとの成績
Note: 勝 = 勝利数, 敗 = 敗戦数, % = 勝率 
| シーズン                   | 勝    | 敗    | %    | プレーオフ                                                | 結果                                                                               |
| -------------------------- | ----- | ----- | ---- | --------------------------------------------------------- | ---------------------------------------------------------------------------------- |
| バッファロー・ブレーブズ   |       |       |      |                                                           |                                                                                    |
| 1970-71                    | 22    | 60    | .268 |                                                           |                                                                                    |
| 1971-72                    | 22    | 60    | .268 |                                                           |                                                                                    |
| 1972-73                    | 21    | 61    | .256 |                                                           |                                                                                    |
| 1973-74                    | 42    | 40    | .512 | カンファレンス準決勝敗退                                  | セルティックス 4, ブレーブス 2                                                     |
| 1974-75                    | 49    | 33    | .598 | 1回戦敗退                                                 | ワシントン 4, ブレーブス 3                                                         |
| 1975-76                    | 46    | 36    | .561 | 1回戦勝利 カンファレンス準決勝敗退                        | ブレーブス 2, シクサーズ 1 セルティックス 4, ブレーブス 2                          |
| 1976-77                    | 30    | 52    | .366 |                                                           |                                                                                    |
| 1977-78                    | 27    | 55    | .329 |                                                           |                                                                                    |
| サンディエゴ・クリッパーズ |       |       |      |                                                           |                                                                                    |
| 1978-79                    | 43    | 39    | .524 |                                                           |                                                                                    |
| 1979-80                    | 35    | 47    | .427 |                                                           |                                                                                    |
| 1980-81                    | 36    | 46    | .439 |                                                           |                                                                                    |
| 1981-82                    | 17    | 65    | .207 |                                                           |                                                                                    |
| 1982-83                    | 25    | 57    | .305 |                                                           |                                                                                    |
| 1983-84                    | 30    | 52    | .366 |                                                           |                                                                                    |
| ロサンゼルス・クリッパーズ |       |       |      |                                                           |                                                                                    |
| 1984-85                    | 31    | 51    | .378 |                                                           |                                                                                    |
| 1985-86                    | 32    | 50    | .390 |                                                           |                                                                                    |
| 1986-87                    | 12    | 70    | .146 |                                                           |                                                                                    |
| 1987-88                    | 17    | 65    | .207 |                                                           |                                                                                    |
| 1988-89                    | 21    | 61    | .256 |                                                           |                                                                                    |
| 1989-90                    | 30    | 52    | .366 |                                                           |                                                                                    |
| 1990-91                    | 31    | 51    | .378 |                                                           |                                                                                    |
| 1991-92                    | 45    | 37    | .549 | 1回戦敗退                                                 | ジャズ 3, クリッパーズ 2                                                           |
| 1992-93                    | 41    | 41    | .500 | 1回戦敗退                                                 | ロケッツ 3, クリッパーズ 2                                                         |
| 1993-94                    | 27    | 55    | .329 |                                                           |                                                                                    |
| 1994-95                    | 17    | 65    | .207 |                                                           |                                                                                    |
| 1995-96                    | 29    | 53    | .354 |                                                           |                                                                                    |
| 1996-97                    | 36    | 46    | .439 | 1回戦敗退                                                 | ジャズ 3, クリッパーズ 0                                                           |
| 1997-98                    | 17    | 65    | .207 |                                                           |                                                                                    |
| 1998-99                    | 9     | 41    | .180 |                                                           |                                                                                    |
| 1999-2000                  | 15    | 67    | .183 |                                                           |                                                                                    |
| 2000-01                    | 31    | 51    | .378 |                                                           |                                                                                    |
| 2001-02                    | 39    | 43    | .476 |                                                           |                                                                                    |
| 2002-03                    | 27    | 55    | .329 |                                                           |                                                                                    |
| 2003-04                    | 28    | 54    | .341 |                                                           |                                                                                    |
| 2004-05                    | 37    | 45    | .451 |                                                           |                                                                                    |
| 2005-06                    | 47    | 35    | .573 | 1回戦勝利 カンファレンス準決勝敗退                        | クリッパーズ 4, ナゲッツ 1 サンズ 4, クリッパーズ 3                                |
| 2006-07                    | 40    | 42    | .488 |                                                           |                                                                                    |
| 2007-08                    | 23    | 59    | .280 |                                                           |                                                                                    |
| 2008-09                    | 19    | 63    | .232 |                                                           |                                                                                    |
| 2009-10                    | 29    | 53    | .354 |                                                           |                                                                                    |
| 2010-11                    | 32    | 50    | .390 |                                                           |                                                                                    |
| 2011-12                    | 40    | 26    | .606 | 1回戦勝利 カンファレンス準決勝敗退                        | クリッパーズ 4, グリズリーズ 3 スパーズ 4, クリッパーズ 0                          |
| 2012-13                    | 56    | 26    | .683 | 1回戦敗退                                                 | グリズリーズ 4, クリッパーズ 3                                                     |
| 2013-14                    | 57    | 25    | .695 | 1回戦勝利 カンファレンス準決勝敗退                        | クリッパーズ 4, ウォリアーズ 3 サンダー 4, クリッパーズ 2                          |
| 2014–15                    | 56    | 26    | .683 | 1回戦勝利 カンファレンス準決勝敗退                        | クリッパーズ 4, スパーズ 3 ロケッツ 4, クリッパーズ 3                              |
| 2015–16                    | 53    | 29    | .622 | 1回戦敗退                                                 | トレイルブレイザーズ 4, クリッパーズ 2                                             |
| 2016–17                    | 51    | 31    | .622 | 1回戦敗退                                                 | ジャズ 4, クリッパーズ 3                                                           |
| 2017–18                    | 42    | 40    | .512 |                                                           |                                                                                    |
| 2018–19                    | 48    | 34    | .585 | 1回戦敗退                                                 | ウォリアーズ 4, クリッパーズ 2                                                     |
| 2019–20                    | 49    | 23    | .681 | 1回戦勝利 カンファレンス準決勝敗退                        | クリッパーズ 4, マーベリックス 2 ナゲッツ 4, クリッパーズ 3                        |
| 2020–21                    | 47    | 25    | .653 | 1回戦勝利 カンファレンス準決勝勝利 カンファレンス決勝敗退 | クリッパーズ 4, マーベリックス 3 クリッパーズ 4, ジャズ 2 サンズ 4, クリッパーズ 2 |
| 2021–22                    | 42    | 40    | .512 |                                                           |                                                                                    |
| 2022–23                    | 44    | 38    | .537 | 1回戦敗退                                                 | サンズ 4, クリッパーズ 1                                                           |
| 2023–24                    | 51    | 31    | .622 | 1回戦敗退                                                 | マーベリックス 4, クリッパーズ 2                                                   |
| 通算勝敗                   | 1,843 | 2,517 | .423 |                                                           |                                                                                    |
| プレイオフ                 | 65    | 83    | .439 |                                                           |                                                                                    |

## 主な選手

### 年代別主要選手
太文字…殿堂入り選手 (C)…優勝時に在籍した選手 (M)…在籍時にMVPを獲得した選手 (50)…偉大な50人 (75)…偉大な75人
| 1970年代 (プレイオフ進出：3回) - ボブ・カウフマン (Bob Kauffman) ：1970-1874 - ランディ・スミス (Randy Smith) ：1971-1979 - ボブ・マカドゥー (Bob McAdoo) ：1972-1977 (M)(75) - ジム・マクミリアン (Jim McMillian) ：1973-1976 - ワールド・B・フリー (World B. Free) ：1978-1980 - スウェン・ネイター (Swen Nater) ：1978-1983 - ビル・ウォルトン (Bill Walton) ：1979-1985 (50)(75) 1980年代 - ノーム・ニクソン (Norm Nixon) ：1983-1986、1988-1989 - デレク・スミス (Derek Smith) ：1983-1986 - マイケル・ケイジ (Michael Cage) ：1984-1988 - グレイ・グラント (Gary Grant) ：1988-1995 - ダニー・マニング (Danny Manning) ：1988-1994 - チャールズ・スミス (Charles Smith) ：1988-1992 - ロン・ハーパー (Ron Harper) ：1989-1994 1990年代 (プレイオフ進出：3回) - ロイ・ボウト (Loy Vaught) ：1990-1998 - マーク・ジャクソン (Mark Jackson) ：1992-1994 - ドミニク・ウィルキンス (Dominique Wilkins) ：1994（75） - ラモンド・マレー (Lamond Murray) ：1994-1999 - エリック・パイカウスキー (Eric Piatkowski) ：1994-2003 - プー・リチャードソン (Pooh Richardson) ：1994-1999 - ブレント・バリー (Brent Barry) ：1995-1998 - ロドニー・ロジャース (Rodney Rogers) ：1995-1999 - マイケル・オロウォカンディ (Michael Olowokandi) ：1998-2003 - ラマー・オドム (Lamar Odom) ：1999-2003、2012-2013 | 2000年代 (プレイオフ進出：1回) - コーリー・マゲッティ (Corey Maggette) ：2000-2008 - エルトン・ブランド (Elton Brand) ：2001-2008 - マルコ・ヤリッチ (Marko Jarić) ：2002-2005 - クリス・ウィルコックス (Chris Wilcox) ：2002-2006 - ボビー・シモンズ (Bobby Simmons) ：2003-2011 - クリス・ケイマン (Chris Kaman) ：2003-2011 - ケリー・キトルズ (Kerry Kittles) ：2004-2005 - クイントン・ロス (Quinton Ross) ：2004-2008 - サム・キャセール (Sam Cassell) ：2005-2008 - バロン・デイビス (Baron Davis) ：2008-2011 - エリック・ゴードン (Eric Gordon) ：2008-2011, 2023- - デアンドレ・ジョーダン (DeAndre Jordan) ：2008-2018 - ブレイク・グリフィン (Blake Griffin) ：2009-2018 - チャウンシー・ビラップス (Chauncey Billups) ：2011-2013 2010年代 (プレイオフ進出：7回) - クリス・ポール (Chris Paul) : 2011-2017 (75) - ジャマール・クロフォード(Jamal Crawford) : 2012-2017 - マット・バーンズ(Matt Barnes) : 2012-2015 - ヒド・ターコルー(Hedo Türkoğlu) : 2013-2015 - J・J・レディック(JJ Redick) : 2013-2017 - オースティン・リバース (Austin Rivers) : 2015-2018 - ポール・ピアース (Paul Pierce) : 2015-2017 (75) - パトリック・ベバリー (Patrick Beverley) : 2017-2020 - ルー・ウィリアムズ (Lou Williams) : 2017-2021 - モントレズ・ハレル (Montrezl Harrell) : 2017-2020 - ダニーロ・ガリナリ (Danilo Gallinari) : 2017-2019 - トバイアス・ハリス (Tobias Harris) : 2018-2019 - エイブリー・ブラッドリー (Avery Bradley) : 2018-2019 - カワイ・レナード (Kawhi Leonard) : 2019- (75) - ポール・ジョージ (Paul George) : 2019-2024 - テレンス・マン (Terance Mann) : 2019-2025 - イビツァ・ズバッツ (Ivica Zubac) : 2019- 2020年代 (プレイオフ進出：2回) - マーカス・モリス (Marcus Morris Sr.) : 2020-2023 - レジー・ジャクソン (Reggie Jackson) : 2020-2023 - サージ・イバーカ (Serge Ibaka) : 2020-2022 - ルーク・ケナード (Luke Kennard) : 2020-2023 - ニコラス・バトゥーム (Nicolas Batum) : 2020-2023, 2024- - ラッセル・ウェストブルック (Russell Westbrook) : 2023-2024 (75) - ジェームズ・ハーデン (James Harden) : 2023- (75) |

## 栄誉
| \| ロサンゼルス・クリッパーズの殿堂入り \| ロサンゼルス・クリッパーズの殿堂入り \| ロサンゼルス・クリッパーズの殿堂入り \| ロサンゼルス・クリッパーズの殿堂入り \| ロサンゼルス・クリッパーズの殿堂入り \| \| 選手 \| 選手 \| 選手 \| 選手 \| 選手 \| \| No. \| 名前 \| Pos. \| 在籍期間 \| 殿堂入り年 \| \| ------------------------------------ \| ------------------------------------ \| ------------------------------------ \| ------------------------------------ \| ------------------------------------ \| \| 32 \| ビル・ウォルトン \| C \| 1979–1985 \| 1993 \| \| 11 \| ボブ・マカドゥー \| F/C \| 1972–1976 \| 2000 \| \| 20 \| モーゼス・マローン \| C/F \| 1976 \| 2001 \| \| 21 \| ドミニク・ウィルキンス \| F \| 1994 \| 2006 \| \| 44 \| エイドリアン・ダントリー \| F/G \| 1976–1977 \| 2008 \| \| 52 \| ジャマール・ウィルクス \| F \| 1985 \| 2012 \| \| 33 \| グラント・ヒル \| F \| 2012–2013 \| 2018 \| \| 34 \| ポール・ピアース \| F \| 2015–2017 \| 2021 \| \| 1 \| チャウンシー・ビラップス \| G \| 2011–2013 \| 2024 \| \| 指導者 \| \| \| \| \| \| 名前 \| 名前 \| Pos. \| 在籍期間 \| 殿堂入り年 \| \| ジャック・ラムジー \| ジャック・ラムジー \| ヘッドコーチ \| 1972–1976 \| 1992 \| \| ラリー・ブラウン \| ラリー・ブラウン \| ヘッドコーチ \| 1992–1993 \| 2002 \| \| ビル・フィッチ \| ビル・フィッチ \| ヘッドコーチ \| 1994–1998 \| 2019 \| \| 貢献者 \| \| \| \| \| \| コットン・フィッツシモンズ \| コットン・フィッツシモンズ \| ヘッドコーチ \| 1977–1978 \| 2021 \| \| ジェリー・ウェスト \| ジェリー・ウェスト \| エグゼクティブ \| 2017– \| 2024 \| | - なし                     |                |           |            |
| ロサンゼルス・クリッパーズの殿堂入り |                            |                |           |            |
| 選手 |                            |                |           |            |
| No. | 名前                       | Pos.           | 在籍期間  | 殿堂入り年 |
| 32 | ビル・ウォルトン           | C              | 1979–1985 | 1993       |
| 11 | ボブ・マカドゥー           | F/C            | 1972–1976 | 2000       |
| 20 | モーゼス・マローン         | C/F            | 1976      | 2001       |
| 21 | ドミニク・ウィルキンス     | F              | 1994      | 2006       |
| 44 | エイドリアン・ダントリー   | F/G            | 1976–1977 | 2008       |
| 52 | ジャマール・ウィルクス     | F              | 1985      | 2012       |
| 33 | グラント・ヒル             | F              | 2012–2013 | 2018       |
| 34 | ポール・ピアース           | F              | 2015–2017 | 2021       |
| 1 | チャウンシー・ビラップス   | G              | 2011–2013 | 2024       |
| 指導者 |                            |                |           |            |
| 名前 | 名前                       | Pos.           | 在籍期間  | 殿堂入り年 |
| ジャック・ラムジー | ジャック・ラムジー         | ヘッドコーチ   | 1972–1976 | 1992       |
| ラリー・ブラウン | ラリー・ブラウン           | ヘッドコーチ   | 1992–1993 | 2002       |
| ビル・フィッチ | ビル・フィッチ             | ヘッドコーチ   | 1994–1998 | 2019       |
| 貢献者 |                            |                |           |            |
| コットン・フィッツシモンズ | コットン・フィッツシモンズ | ヘッドコーチ   | 1977–1978 | 2021       |
| ジェリー・ウェスト | ジェリー・ウェスト         | エグゼクティブ | 2017–     | 2024       |

## ヘッドコーチ、その他

### 歴代ヘッドコーチ
| - ドルフ・シェイズ (Dolph Schayes) (1970-71/1971-72) - ジョン・マッカーシー (John McCarthy) (1971-72) - ジャック・ラムジー (Jack Ramsay) (1972-73/1975-76) - テイツ・ロック (Tates Locke) (1976-77) - ボブ・マッキノン (Bob MacKinnon) (1976-77) - ジョー・ムラニー (Joe Mullaney) (1976-77) - コットン・フィッツシモンズ (Cotton Fitzsimmons) (1977-78) - ジーン・シュー (Gene Shue) (1978-79/1979-80) - ポール・サイラス (Paul Silas) (1980-81/1982-83) - ジム・ライナム (Jim Lynam) (1983-84/1984-85) - ドン・チェイニー (Don Chaney) (1984-85/1986-87) - ジーン・シュー (Gene Shue)(1987-88/1988-89) - ドン・ケイシー (Don Casey) (1988-89/1989-90) | - マイク・シューラー (Mike Schuler) (1990-91/1991-92) - ラリー・ブラウン (Larry Brown) (1991-92/1992-93) - ボブ・ワイス (Bob Weiss) (1993-94) - ビル・フィッチ (Bill Fitch) (1994-95/1997-98) - クリス・フォード (Chris Ford) (1998-99/1999-00) - ジム・トッド (Jim Todd) (1999-00) - アルヴィン・ジェントリー (Alvin Gentry) (2000-01/2002-03) - デニス・ジョンソン (Dennis Johnson) (2002-03) - マイク・ダンリービー・シニア (Mike Dunleavy) (2003-04/2009-10) - キム・ヒューズ (Kim Hughes) (2009-2010) - ヴィニー・デル・ネグロ (Vinny Del Negro) (2010-2013) - ドック・リバース (Doc Rivers) (2013-2020) - ティロン・ルー (Tyronn Lue) (2020-) |

### 日本人プレイヤー
- 田臥勇太 (たぶせ ゆうた)

2005年9月15日に契約したと発表されたが、その後公式戦に出場することなく解雇された。

### チアリーダー
日本人チアリーダー
- 柳下容子 (やぎした　ようこ)

## 日本での公式戦
- 1994年11月に、ポートランド・トレイルブレイザーズと共に来日し横浜アリーナで公式戦2試合を行なった。この時クライド・ドレクスラー、クリフォード・ロビンソン等が所属するブレイザーズの方が人気があり、1試合ずつのホームゲーム扱いだったが2試合ともブレイザーズ応援のファンの方が多く、クリッパーズは2敗した。当時の中心選手はロイ・ボウトだった。
- 2003年10月31日、11月1日に、シアトル・スーパーソニックスとさいたまスーパーアリーナで開幕2試合を戦った。第1戦でエルトン・ブランドは21得点15リバウンド8ブロックと奮闘したが、右足骨折により第2戦は欠場した。もう一人の得点源コーリー・マゲッティは平均23.5得点と活躍したが、ソニックスのオフェンスを止められず、連敗した。

## チーム記録
- ロサンゼルス・クリッパーズのチーム記録

## 脚註
1. ↑  “LA Clippers Unveil New Uniforms, Logo, and Brand Look”. NBA Media Ventures, LLC. (2024年2月26日) 2024年2月27日閲覧。
2. ↑  “Clippers unveil new unis, court and logo for next season”. NBA.com (Press release). NBA Media Ventures, LLC. 26 February 2024. 2024年2月27日閲覧.
3. ↑  “LA Clippers Reproduction and Usage Guideline Sheet”.   NBA Properties, Inc.. 2016年10月17日時点のオリジナルよりアーカイブ。2016年8月10日閲覧。
4. ↑  “Honey and LA Clippers Expand Partnership, Introduce Honey Logo Patch on Clippers Jerseys”. Clippers.com (Press release). NBA Media Ventures, LLC. 20 November 2020. 2020年12月25日閲覧.
5. ↑  Yahoo.sports
6. ↑  NBA＝クリッパーズ売却完了、マイクロソフト前CEOがオーナー - ロイター・2014年8月13日
7. ↑  バルマー前CEO、MS退社＝クリッパーズ運営に専念 - 時事通信・2014年8月20日
8. ↑  “LA Clippers miss playoffs for first time since 2011” (英語). NBA.com (2018年4月7日). 2018年4月8日閲覧。
9. ↑  “Paul George signs 4-year max contract with 76ers”. NBA.com (2024年7月7日). 2024年10月19日閲覧。
10. ↑  “Russell Westbrook reaches 2-year, $6.8 million minimum deal with Nuggets after trade”. Yahoo Sports (2024年7月26日). 2024年10月19日閲覧。
11. ↑  “Los Angeles Clippers re-sign James Harden, agree to terms with 3 other players”. Yahoo Sports (2024年7月10日). 2024年10月19日閲覧。